# Факел (1981 – 2011)
Вижте пояснителната страница за други значения на Факел.
„Факел“ е българско печатно периодично издание за руска и съветска литература, основано през 1981 г. и излизало до 2011 г. Издавано от Съюза на българските писатели и Съюза на преводачите в България, а впоследствие техен съиздател става и Министерството на културата. Излиза за първи път на 28 февруари 1981 г. като ”двумесечник за съветска литература“. Постепенно обаче страниците му започват да се пълнят с произведения, непечатани дори в СССР.
Той е отначало двумесечно (1981 – 2004), после тримесечно (2004 – 2009) списание, накрая алманах (2010 – 2011).
Негови главни редактори са били Любомир Левчев, Божидар Божилов и Георги Борисов (който от самото основаване е заместник главен редактор и водеща фигура на изданието).
„Факел“ става особено популярен в периода 1985 – 1989 година, когато публикува голям брой забранени допреди това автори. Със започването на политиката на гласност и перестройка съветският печат е залят с дотогава "държани в чекмеджето" и неиздавани произведения от сталиново време. В България по това време се провежда зле прикрита кампания да не се допуска издаването на подобна литература и през 1989 г. заради публикуването на „Архипелаг Гулаг“ „Факел“ е заплашен от закриване. Благодарение на намесата на български и руски интелектуалци обаче, които оценяват високо професионалния подбор и висококачествения превод, „Факел“ продължава да съществува.
Нарежда се сред основните български издания за съвременна чуждестранна литература, където наред с творбите на Михаил Булгаков, Александър Солженицин, Андрей Платонов, Владимир Набоков, Йосиф Бродски и други дисиденти или репресирани от съветската власт автори се повяват и произведения на Чеслав Милош, Збигнев Херберт, Милан Кундера, Емил Чоран, Дубравка Угрешич, Данило Киш, Гюнтер Грас, Джордж Оруел, Мишел Уелбек и много други световни писатели.